# Royal College of Music
Royal College of Music – wyższa uczelnia muzyczna znajdująca się w Londynie, w dzielnicy South Kensington, w gminie City of Westminster.

## Historia
Royal College of Music została ufundowana w 1882 roku, a pierwszymi dyrektorami zostali sir George Grove i sir Hubert Parry. Pierwotna siedziba znajdowała się wówczas naprzeciw Royal Albert Hall, jednak już w pięć lat później okazała się za mała na potrzeby uczelni; obecna, zaprojektowana przez sir Arthura Blomfielda w stylu flamandzkiego manieryzmu i wzniesiona w latach 1892-1894, znajduje się przy Prince Consort Road. Dzięki sąsiedztwu innych instytucji sztuki, m.in. Imperial College, Royal College of Arts oraz muzeów: Victoria and Albert Museum, Natural History Museum, Science Museum okolica ta nazywana jest Albertopolis.
Od momentu otwarcia w 1882 roku oraz oficjalnego otwarcia budynku 2 maja 1894 roku przez Księcia Walii, późniejszego króla Edwarda VII, RCM jest związany z rodziną królewską. Jego patronem jest obecnie królowa Anglii. Przez 40 lat królowa Elżbieta była także prezydentem; w 1993 zastąpił ją książę Walii, a królowa otrzymała tytuł President Emerita.
Uczelnia uczy muzyki poważnej na poziomach od licencjatu po doktorat. Funkcjonuje przy niej także sobotnia szkoła muzyczna dla dzieci w wieku od 8 do 18 lat.

## Sala koncertowa
College dysponuje salą koncertową Amaryllis Fleming Concert Hall na 468 miejsc, zaprojektowaną przez Arthura Blomfielda, wzniesioną w 1901 i odrestaurowaną w latach 2008-2009, a także otwarty przez królową w 1986 r. Britten Theatre (400 miejsc) dla potrzeb widowisk operowych, baletowych i teatralnych.
College ma też salę przeznaczoną na recitale (na 150 miejsc) oraz szereg mniejszych, w tym trzy organowe.

## Kolekcje
College słynie ze swego Muzeum Instrumentów Muzycznych (Museum of Instruments) będącego częścią Centrum Historii Wykonawstwa (Centre for Performance History). W muzeum znajduje się kolekcja ponad 800 instrumentów od ok. 1480 roku, a wśród nich pierwszy zachowany instrument klawiszowy. College posiada również pokaźną kolekcję autografów muzycznych, wśród których znajdują się rękopisy największych arcydzieł w historii muzyki – m.in. Koncert fortepianowy c-moll KV 491 Mozarta czy Koncert wiolonczelowy Edwarda Elgara.

## Ludzie związani z uczelnią
Wśród absolwentów znaleźli się m.in. Gustav Holst, sir Colin Davis, dame Gwyneth Jones, sir Neville Marriner, Trevor Pinnock, Ralph Vaughan Williams, lord Andrew Lloyd Webber, John Williams i John Beckett.